# Bradypontius major
Bradypontius major is een eenoogkreeftjessoort uit de familie van de Artotrogidae. De wetenschappelijke naam van de soort is voor het eerst geldig gepubliceerd in 1915 door G. O. Sars.